# Barcelona Boxers
Barcelona Boxers fue un club deportivo de fútbol americano de Barcelona, Cataluña (España).

## Historia
Fundado como Bonanova Boxers en 1988, fue uno de los cuatro primeros equipos de fútbol americano de España en competir en una liga oficial, junto a L'Hospitalet Pioners, Badalona Drags y Poblenou Búfals, que fueron los que disputaron la I edición de la Liga Catalana de Fútbol Americano, celebrada en el otoño de 1988. Ganó esta liga en cuatro ocasiones, en los años 1990, 1992, 1993 y 1994. También disputó las primeras ediciones de la Supercopa, que ganó en sus ediciones I, II y IV.
En 1995, al crearse la Liga Nacional de Fútbol Americano, Barcelona Boxers se integró en esta nueva liga y llegó a disputar la final de su primera edición, que perdió ante Madrid Panteras en el Estadio Olímpico de Madrid.
En la II edición de la LNFA cayeron en semifinales, otra vez ante Madrid Panteras. Esa temporada también disputó la I edición de la Copa de España.
Debido a problemas fiinancieros se disuelve a final de la temporada en 1996.